# 咖喱粉

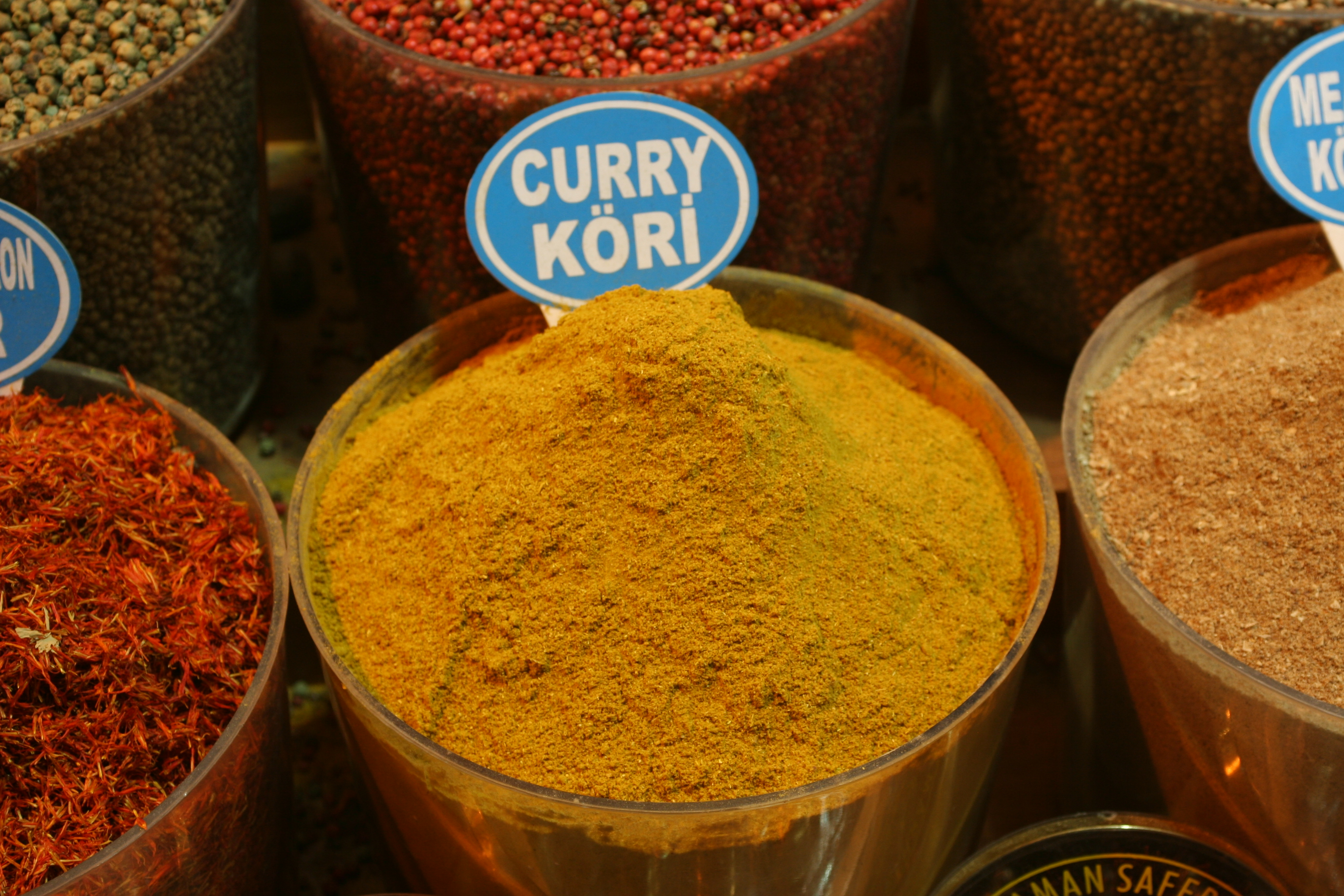
咖喱粉

咖喱粉是製作咖喱所用到的香料粉末，其最主要的成份為薑黃，亦是令咖喱色水偏黄的重要成份，咖喱粉其他常见的成份還包括姜、蒜、辣椒、孜然、芫茜、葫蘆巴等等。

## 歷史
咖哩食品雖然源自印度，但印度家庭原本只會使用完整的香料，自行在家中把多種香料打碎及研磨，再直接加入在烹調的食物中，這樣每個家庭都可根據自己的需要，調整香料的比例，做出具有家庭特色的咖哩菜式，所以印度原本並沒有已調配好的咖哩粉買賣。咖哩粉是在18世紀，英國人在印度次大陸的勢力日漸擴大而出現，英國人對於從殖民地帶來的食物充滿好奇，辛辣及香料味道十足的咖哩食品，獲得了英國人的喜愛，從最初的上流社會，到一般家庭都漸漸接受這種食物，但英國人烹調咖哩遇到一個難題，在英國本土很難買到製作咖哩的各種香料，在缺乏經驗下，也不容易把各香料混合及調配好，於是提供已調配好的咖哩粉便成為市場商機，英國的Crosse & Blackwell被認為是最早商業生產及售賣咖哩粉的公司，在18世紀晚期便開始販售咖哩粉，這樣只需購買集合多種香料及已研磨的咖哩粉，無須事先搜羅多種香料便可製作咖哩食品，使製作咖哩菜式的工序大幅簡化，製作的時間也大幅縮短，而且包裝咖哩粉容易攜帶，咖哩粉隨英國人被帶到全球的英國屬土及殖民地，令咖哩食品得以在全球普及。